# Tomasz Cywka
Tomasz Cywka, né le 27 juin 1988 à Gliwice, est un footballeur professionnel polonais. Il occupe le poste de milieu de terrain au Chrobry Głogów.

## Biographie

### Part à Reading pour accrocher la montée
Le 26 janvier 2012, Cywka s'engage jusqu'à la fin de la saison avec Reading, club classé un peu plus haut dans la division, et alors qu'il avait une proposition pour rentrer en Pologne. Une option est posée pour pouvoir prolonger le contrat. Deux jours plus tard, il joue son premier match sous ses nouvelles couleurs, contre Bristol City.

### Blackpool
Le 28 juillet 2014 il rejoint Blackpool. Le 26 novembre 2014, il est prêté à Rochdale,. À l'issue de la saison 2014-15, il est libéré par Blackpool.

### Retour en Pologne
En été 2015, il rejoint Wisła Cracovie.

## Statistiques
| Saison                | Club                   | Championnat           | Championnat | Championnat | Coupe nationale | Coupe nationale | Coupe de la Ligue | Coupe de la Ligue | FL Trophy | FL Trophy | Total | Total |
| Saison                | Club                   | Division              | M.          | B.          | M.              | B.              | M.                | B.                | M.        | B.        | M.    | B.    |
| 2006-2007             | Wigan Athletic         | Premier League        | 0           | 0           | 0               | 0               | 1                 | 0                 | -         | -         | 1     | 0     |
| 2006-2007             | Oldham Athletic (prêt) | League One            | 4           | 0           | 0               | 0               | 0                 | 0                 | 1         | 0         | 5     | 0     |
| 2007-2008             | Wigan Athletic         | Premier League        | 0           | 0           | 0               | 0               | 0                 | 0                 | -         | -         | 0     | 0     |
| 2008-2009             | Wigan Athletic         | Premier League        | 0           | 0           | 1               | 0               | 0                 | 0                 | -         | -         | 1     | 0     |
| 2009-2010             | Wigan Athletic B       | Premier Res. League   | 11          | 5           | 0               | 0               | 0                 | 0                 | -         | -         | 11    | 5     |
| Sous-total            | Sous-total             | Sous-total            | 0           | 0           | 1               | 0               | 1                 | 0                 | -         | -         | 2     | 0     |
| 2009-2010             | Derby County (prêt)    | Championship          | 5           | 0           | 0               | 0               | 0                 | 0                 | -         | -         | 5     | 0     |
| 2010-2011             | Derby County           | Championship          | 31          | 4           | 1               | 0               | 1                 | 0                 | -         | -         | 33    | 4     |
| 2011-2012             | Derby County           | Championship          | 8           | 1           | 0               | 0               | 1                 | 0                 | -         | -         | 9     | 1     |
| Sous-total            | Sous-total             | Sous-total            | 44          | 5           | 1               | 0               | 2                 | 0                 | -         | -         | 47    | 5     |
| 2011-2012             | Reading                | Championship          | 1           | 0           | 0               | 0               | 0                 | 0                 | -         | -         | 1     | 0     |
| Total sur la carrière | Total sur la carrière  | Total sur la carrière | 49          | 5           | 2               | 0               | 3                 | 0                 | 1         | 0         | 55    | 5     |

1. ↑  De novembre à décembre 2006.
2. ↑  À partir de mars 2010.
3. ↑  À partir de janvier 2012.